# Olgierd Kiec
Olgierd Kiec (ur. 1965 w Poznaniu) – polski politolog, profesor nauk humanistycznych, wykładowca Uniwersytetu Zielonogórskiego.

## Życiorys
W latach 1983–1988 studiował na Wydziale Historycznym UAM w Poznaniu. W latach 1988–1989 odbył służbę wojskową. W 1994 roku uzyskał stopień doktora nauk humanistycznych w zakresie historii na podstawie rozprawy pt. „Działalność społeczno-polityczna Kościoła ewangelickiego w Wielkopolsce w latach 1918–1939”. W 2003 roku otrzymał stopień doktora habilitowanego nauk humanistycznych w zakresie historii w Instytucie Historii im. Tadeusza Manteuffla Polskiej Akademii Nauk na podstawie pracy pt. Protestantyzm w Poznańskiem 1815–1918. 3 lutego 2025 otrzymał tytuł profesora nauk humanistycznych.
Kiec jest zatrudniony w Instytucie Politologii Wydziału Humanistycznego Uniwersytetu Zielonogórskiego.

## Wybrane publikacje
- Protestantische Kirchen in Polen nach 1989, w: Katharina Kunter, Jens Holger Schjorring (Hg.), Die Kirchen und das Erbe des Kommunismus. Die Zeit nach 1989 – Zäsur, Vergangenheitsbewältigung und Neubeginn, Erlangen 2007, s. 41–66;
- Protestantische Kirchen in Polen in der Phase des Zusammenbruchs der kommunistischen Herrschaft (1980–1990), w: Peter Maser, Jens Holger Schjorring (Hg.), Wie die Träumenden? Protestantische Kirchen in der Phase des Zusammenbruchs der kommunistischen Herrschaft im östlichen Europa, Erlangen 2003, s. 117–134;
- Die protestantischen Kirchen in Polen unter kommunistischer Herrschaft (1945–1949), w: Peter Maser/Jens Holger Schjorring (Hg.), Zwischen den Mühlsteinen. Protestantische Kirchen in der Phase der Errichtung der kommunistischen Herrschaft im östlichen Europa, Erlangen 2002, s. 137–208;
- Die evangelischen Kirchen in der Wojewodschaft Posen (Poznań) 1918–1939, Wiesbaden 1998 (Deutsches Historisches Institut Warschau, „Quellen und Studien”, Band 8).